# Kalix samrealskola och försöksgymnasium
Kalix samrealskola och försöksgymnasium i Kalix har sitt ursprung i en skola grundad 1899 och som upphörde som läroverk 1966. 

## Historia
Skolan har sitt ursprung i Nederkalix privata samskola grundad 1898. Ester Taube (faster till Evert Taube) var den som grundade skolan 1898, och hon var föreståndarinna för skolan fram till 1921. Samskolan ombildades 1911 till Nederkalix kommunala mellanskola som under åren 1929–1932 ombildades till  Nederkalix samrealskola. Denna ombildades från 1954 till en enhetsskola med namnet Centralskolan (som sedan ändrades till Manhemsskolan) och upphörde som realskola 1956. Från 1955 fanns i skolan Kalix försöksgymnasium.
Skolan kommunaliserades 1966 varur gymnasieskolan 1970 överfördes till Furuhedsskolan. Studentexamen gavs från 1958 till 1968 och realexamen från 1912 till 1956.